# دومنیکا اوستاووفسکا
دومنیکا اوستاووفسکا (لهستانی: Dominika Ostałowska؛ زادهٔ ۱۸ فوریهٔ ۱۹۷۱) بازیگر اهل لهستان است. وی دانش‌آموختهٔ آکادمی ملی هنرهای نمایشی الکساندر زلوروویچ در ورشو است و از سال ۱۹۸۳ میلادی تاکنون مشغول فعالیت بوده‌است.
از فیلم‌ها یا برنامه‌های تلویزیونی که وی در آنها نقش داشته‌است، می‌توان به هوایی چنان پاک، خون بی‌گناه، یخ‌ژاله، نغمهٔ روح، خانواده جایگزین، قانون حقیقی، پدر متیو، هتل ۵۲، امید، دوستان، در خوشی و سختی، ۳۳ صحنه از زندگی، داستان‌های عاشقانه و ع چون عشق اشاره کرد.